# Виталина
Виталина (на хърватски: Vitaljina) е село в Хърватия, разположено в община Конавле, Дубровнишко-неретванска жупания. Намира се на 438 метра надморска височина. Населението му според преброяването през 2011 г. е 211 души. При преброяването на населението през 1991 г. има 300 жители, от тях 281 (93,66 %) хървати, 3 (1,00 %) югославяни, 3 (1,00 %) черногорци, 2 (0,66 %) сърби, 2 (0,66 %) други, 2 (0,66 %) неопределени и 7 (2,33 %) неизвестни.

## Население
Численост на населението според преброяванията през годините:
- 1857 – 335 души
- 1869 – 359 души
- 1880 – 392 души
- 1890 – 497 души
- 1900 – 492 души
- 1910 – 518 души
- 1921 – 422 души
- 1931 – 565 души
- 1948 – 423 души
- 1953 – 379 души
- 1961 – 360 души
- 1971 – 340 души
- 1981 – 316 души
- 1991 – 300 души
- 2001 – 242 души
- 2011 – 211 души
- 2024 - 44 души